# 布拉霍达特内 (罗兹迪利纳区)
46°43′18″N 30°15′54″E / 46.72167°N 30.26500°E
布拉霍達特內（羅馬化：Blahodatne）是位於烏克蘭西南部敖德萨州羅茲迪利納區羅茲迪利納市鎮的村莊。該村始建於1914年，面積0.5平方公里，海拔高度119米，2001年人口575，人口密度每平方公里1,154.62人。